# Drum național 73C
Der Drum național 73C (rumänisch für „Nationalstraße 73C“, kurz DN73C) ist eine Hauptstraße in Rumänien.

## Verlauf
Die Straße zweigt bei Aldești vom Drum național 7 (Europastraße 81) ab und verläuft am Rand der Südkarpaten in generell östlicher Richtung über die Stadt Curtea de Argeș bis in das Tal des Targului, wo sie in Schitu Golești auf den Drum național 73 (Europastraße 574) trifft und an diesem endet. In Curtea de Argeș trifft die DN 73C auf die Transfogarascher Hochstraße (DN 7C).
Die Länge der Straße beträgt rund 70 Kilometer.